# Залесе (гміна Мишинець)
Залесе (пол. Zalesie) — село в Польщі, у гміні Мишинець Остроленцького повіту Мазовецького воєводства.
Населення — 527 осіб (2011).
У 1975-1998 роках село належало до Остроленцького воєводства.

## Демографія
Демографічна структура станом на 31 березня 2011 року:
|          | Загалом | Допрацездатний вік | Працездатний вік | Постпрацездатний вік |
| -------- | ------- | ------------------ | ---------------- | -------------------- |
| Чоловіки | 265     | 66                 | 170              | 29                   |
| Жінки    | 262     | 60                 | 144              | 58                   |
| Разом    | 527     | 126                | 314              | 87                   |